# Majidae
Los májidos (Majidae) son una familia de crustáceos que comprende aproximadamente 200 especies marítimas, caracterizadas por una punta saliente en la frente. Las patas son generalmente muy largas, lo que hace que se les llame comúnmente cangrejos araña. El exoesqueleto está cubierto por protuberancias espinosas, como cerdas, en las cuales se enredan algas y otros materiales que actúan como camuflaje.

## Géneros
Las cerca de 200 especies existentes y 50 extintas han sido clasificadas en 5 subfamilias y 52 géneros, así:
Eurynolambrinae Števčić, 1994
- Eurynolambrus H. Milne-Edwards & Lucas, 1841

Majinae Samouelle, 1819
- Ageitomaia Griffin & Tranter, 1986
- Anacinetops Miers, 1879
- Choniognathus Rathbun, 1932
- Cyclax Dana, 1851
- Entomonyx Miers, 1884
- Eurynome Leach, 1814
- Jacquinotia Rathbun, 1915
- Kasagia Richer de Forges & Ng, 2007
- Kimbla Griffin & Tranter, 1986
- Leptomithrax Miers, 1876
- Maiopsis Faxon, 1893
- Maja Lamarck, 1801
- Majella Ortmann, 1893
- Microhalimus Haswell, 1880
- Naxia Latreille, 1825
- Notomithrax Griffin, 1963
- Paraentomonyx T. Sakai, 1983
- Paramithrax H. Milne-Edwards, 1837
- Pippacirama Griffin & Tranter, 1986
- Prismatopus Ward, 1933
- Schizophroida T. Sakai, 1933
- Schizophrys White, 1848
- Seiitaoides Griffin & Tranter, 1986
- Temnonotus A. Milne-Edwards, 1875
- Teratomaia Griffin & Tranter, 1986
- Thersandrus Rathbun, 1897
- Tumulosternum McCulloch, 1913
- Wilsonimaia † Blow & Manning, 1996

Micromaiinae † Beurlen, 1930
- Micromaia † Bittner, 1875
- Mithracia † Bell, 1858
- Pisomaja † Lőrenthey, in Lőrenthey & Beurlen, 1929

Mithracinae MacLeay, 1838
- Ala Lockington, 1877
- Antarctomithrax † Feldmann, 1994
- Coelocerus A. Milne-Edwards, 1875
- Cyclocoeloma Miers, 1880
- Cyphocarcinus A. Milne-Edwards, 1868
- Leptopisa Stimpson, 1871
- Macrocoeloma Miers, 1879
- Micippa Leach, 1817
- Microphrys Milne-Edwards, 1851
- Mithraculus White, 1847
- Mithrax A. G. Desmarest, 1823
- Nemausa A. Milne-Edwards, 1875
- Paranaxia Rathbun, 1924
- Picroceroides Miers, 1886
- Stenocionops A. G. Desmarest, 1823
- Teleophrys Stimpson, 1860
- Thoe Bell, 1836
- Tiarinia Dana, 1851

Planoterginae Števčić, 1991
- Hemus A. Milne-Edwards, 1875
- Planotergum Balss, 1935